# 777 – The Desanctification
777 – The Desanctification – dziewiąty album francuskiej grupy black metalowej Blut Aus Nord i zarazem druga część trylogii 777 (2011–2012). Został wydany 29 listopada 2011 roku przez Debemus Morti.
Jak we wszystkich częściach trylogii (pozostałe to 777 – Sect(s) i [[777 – 
Cosmosophy]]) utwory nazwane są Epitome i mają przyporządkowane kolejne numery porządkowe w cyfrach rzymskich. Album ma, w porównaniu do dorobku grupy sprzed 2011 roku, bardziej awangardowy charakter. Więcej jest na nim automatów perkusyjnych, połączonych z przesterowanymi gitarami, mrocznymi syntezatorami i growlem w pogłosie niż na pozostałych częściach trylogii. Większość utworów trwa 6-7 minut, a więc znacznie krócej niż na 777 – Sect(s).
Płyta została uznana ex aequo z pierwszą częścią trylogii za najlepszy album metalowy roku przez Pitchfork Media i jeden z dwudziestu na liście wartych odnotowania albumów z 2011.

## Lista utworów
1. "Epitome VII" - 8:28
2. "Epitome VIII" - 6:27
3. "Epitome IX" - 2:08
4. "Epitome X" - 7:22
5. "Epitome XI" - 6:15
6. "Epitome XII" - 5:56
7. "Epitome XIII" - 7:07